# Besuch auf dem Bauernhof

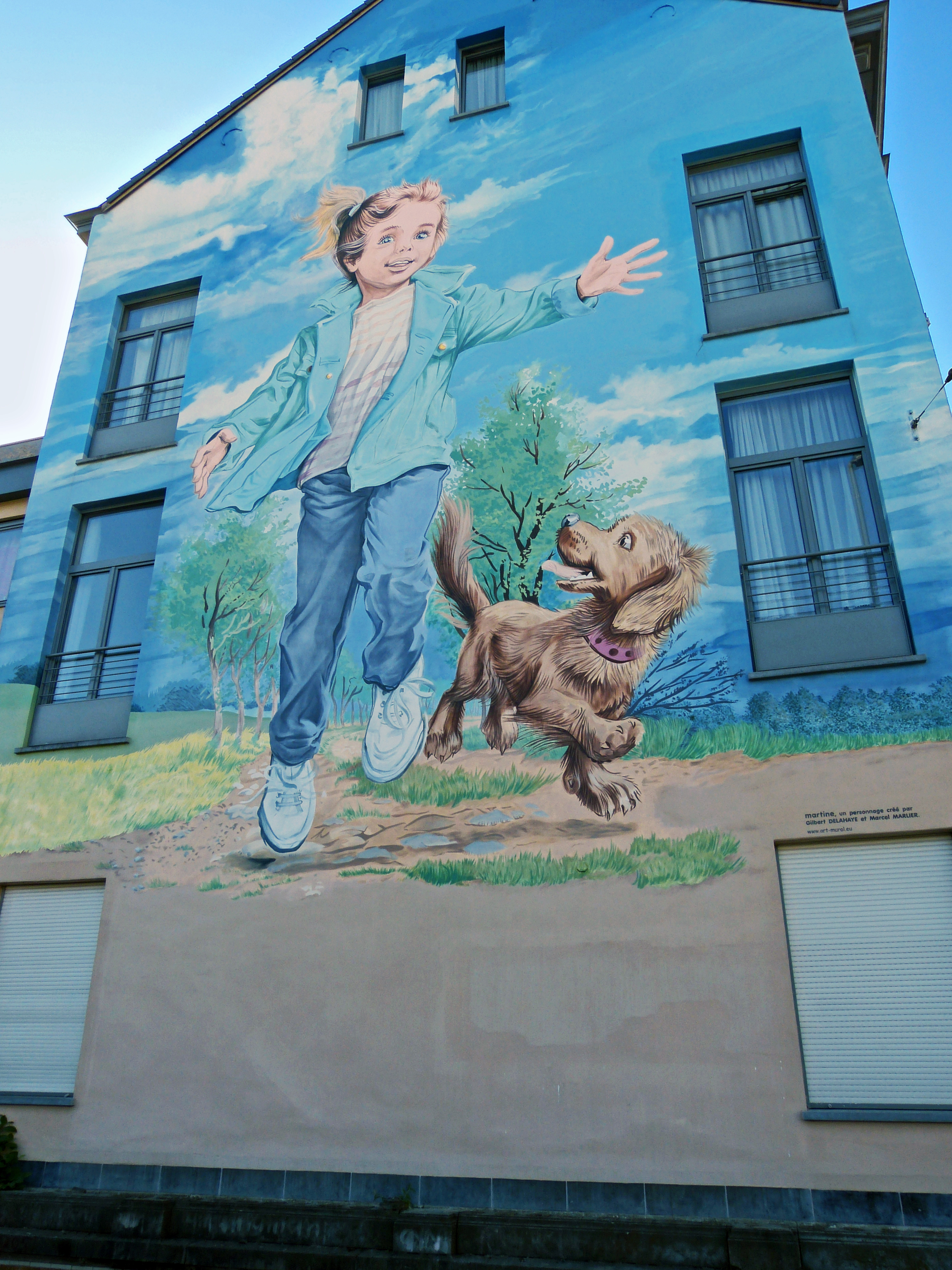
Abbildung von Martine auf einer Fassade in Brüssel

Besuch auf dem Bauernhof (französischer Originaltitel Martine à la ferme) ist das erste Buch der Martine-Kinderbuch-Reihe des belgischen Autors Gilbert Delahaye, das 1954 mit Illustrationen von Marcel Marlier beim Verlag Casterman veröffentlicht wurde. Die deutsche Erstausgabe erschien 1957 beim Schreiber-Verlag.

## Inhalt
Martine besucht mit Annie den Bauernhof von Tante Lucie. Dort wartet bereits ihr Cousin Pierre, der ihnen alle Tiere zeigt: Die Henne und ihre Küken, den Hahn, der zum Leidwesen von Pierre viel zu früh – und auch am Wochenende – kräht, die Enten im Bach und die Gänse, die Martine füttern darf. Sie beobachten die Tauben am Dach und wünschen sich, wie sie in die Wolken fliegen zu können. Anschließend nimmt Pierre die Hasen aus dem Stall. Die Barthaare kitzeln Martine. Nun besuchen sie die Schafe. Martine streichelt die Wolle eines Lamms und hätte gerne daraus einen weichen Pullover für den Winter. Als Nächstes sehen sie sich die Schweine an. Annie bleibt ihnen fern, sie möchte sich nicht ihr Kleid beschmutzen. Doch Pierre versichert ihr, dass es sehr reinliche Tiere sind. Der Junge zeigt ihnen, wie man eine Kuh melkt, doch Martine spielt lieber mit dem kleinen Kalb. Auf der Wiese treffen sie auf ein ganz junges Fohlen, das noch etwas unsicher auf seinen Beinen läuft. Pierre schimpft mit dem Kätzchen, das ein wenig von der soeben gemolkenen Milch getrunken hat – doch das schlaue Kerlchen ist auf den Baum geklettert, wo es nicht erwischt werden kann. Pierre zeigt Martine den Hofhund, der sogar Pfötchen geben kann. Das muss Martine ihrem Hund erst beibringen. Die Kinder haben Hunger bekommen, da trifft es sich gut, dass Tante Lucie gerade die Nachmittagsjause hergerichtet hat. Alle Tiere schauen ihnen beim Essen zu, sie haben offensichtlich auch Hunger. Am Abend geht es für Martine und Annie mit dem Esel und der kleinen Kutsche wieder nach Hause. Martine ruft ‚Auf Wiedersehen‘ und muss lachen, denn Pierre hat offenbar seinen zweiten Holzschuh noch nicht entdeckt, den sie heimlich in der Scheune versteckt hat.

## Besonderheiten
Die Martine-Geschichten wurden in zahlreiche Sprachen übersetzt: In den USA heißt die Hauptfigur Debbie, in Spanien Martita, in Schweden Mimmi und in Deutschland Martina, Steffi oder Petra.

## Rezeption
Marine Ganofsky schreibt in ihrer Rezension: „Seitdem der Dichter Gilbert Delahaye im Jahre 1954 Martine à la Ferme erschuf, sind die Martine-Bücher für unzählige Frauen zu einem wichtigen Teil ihrer Kindheit geworden. Und für Mädchen, die die Reihe heute für sich entdecken, scheint sie nicht weniger bedeutungsvoll zu sein […] Kleine Mädchen können sich mit der Figur identifizieren und haben Spaß an ihren phantastischen Eskapaden. Die Illustrationen von Marcel Marlier sind ebenfalls äußerst gelungen; an die faszinierenden Bilder erinnert man sich als Leser jedenfalls noch lange, auch wenn die Erzählhandlung längst vergessen ist.“ Olga Kubeczková weist in ihrem Artikel über das ambivalente Verhältnis zwischen Kinderkunst und Kitsch darauf hin, dass die perfekten Figuren in einem idealistischen Milieu Kinder daran hindern können, selbstständig zu denken, weil ihnen fertige und unanfechtbare Gedankenkonstrukte präsentiert werden. Kubeczková spricht den Martine-Büchern allerdings einen gewissen Charme zu, indem sie den Kindern das Gefühl geben, sehr klug zu sein, weil sie die einfachen Geschichten sofort verstehen.

## Referenzen
Besuch auf dem Baurnhof ist in dem literarischen Nachschlagewerk 1001 Kinder- und Jugendbücher – Lies uns, bevor Du erwachsen bist! für die Altersstufe 3+ Jahre enthalten.

## Ausgaben
- Martine à la ferme. Casterman, Belgien 1954 (französisch).
- Besuch auf dem Bauernhof. Schreiber-Verlag, 1957.